# Kandelaarkerk (Schildwolde)

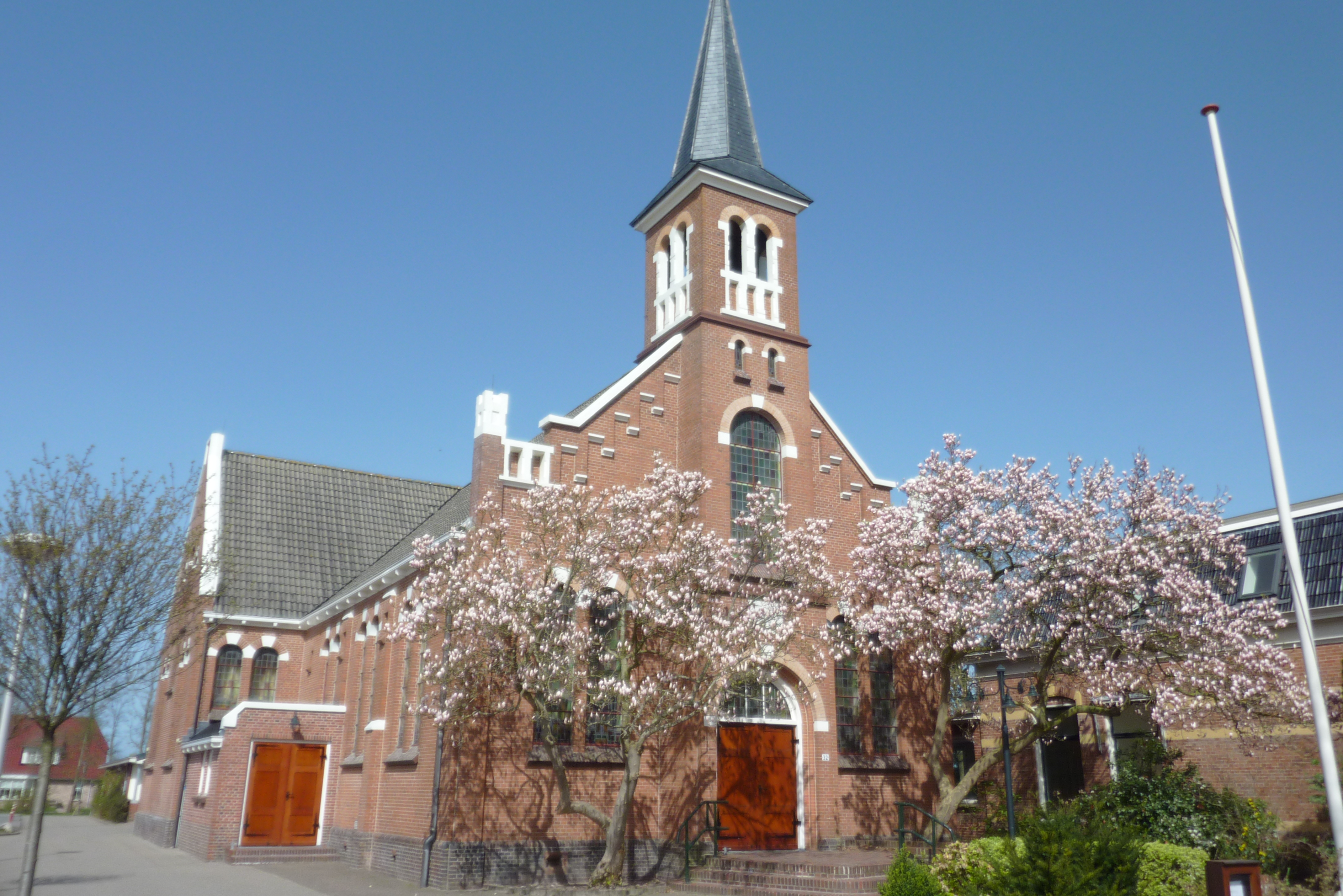
Kandelaarkerk

De Kandelaarkerk is een kerkgebouw in Schildwolde in de Nederlandse gemeente Slochteren, dat sinds 1945 in gebruik is door de Gereformeerde Kerken vrijgemaakt (vanaf 2023 Nederlandse Gereformeerde Kerken).

## Kerkbouw
De kerk is gebouwd in 1911, ter vervanging van de gereformeerde kerk die aan de overzijde van de weg stond. De oude kerk en pastorie waren gebouwd in 1840. Door de toename van het aantal kerkgangers was een groter kerkgebouw nodig. In mei 1911 werd het oude kerkgebouw afgebroken. Het afbraakmateriaal werd verwerkt in de fundering van het nieuwe kerkgebouw. Het voorhuis, de voormalige pastorie die voor de oude kerk stond, is blijven staan toen de kerk werd afgebroken. De pastorie naast de kerk (Hoofdweg 36) werd gebouwd in 1906. door de architect Ytzen van der Veen uit Groningen.
De architect van de nieuwe kerk was Sense Blokzijl uit Ten Boer. De bouw werd uitgevoerd door de firma Harryvan uit Schildwolde. Met de bouw van de kerk kwamen kerk en pastorie weer naast elkaar te staan.

## Restauraties en verbouwingen
In 1949-1950 werd het kerkgebouw gerenoveerd. Toen zijn de glas in loodramen waarin de symboliek van de wijnstok en de ranken was verwerkt, vervangen door de huidige ramen.
De laatste grondige renovatie heeft plaatsgevonden in de jaren 1981-1982. Daarbij is de toren voorzien van een meer solide fundering, zijn dak en muren hersteld en de garderoberuimten bij de hoofd- en zijingang vergroot. Er is een betonvloer met vloerverwarming aangelegd, afgewerkt met plavuizen. Ook zijn nieuwe eikenhouten banken en een nieuwe preekstoel geplaatst.
Voor vergaderingen wordt zalencentrum De Kandelaar gebruikt. Door de jeugd is daarachter een jongerenruimte gebouwd. Dit deel van het gebouw heeft, met een verwijzing naar de naam van kerk en zalencentrum, de Groningse naam t Schienvat.

## Orgel
Het kerkorgel is in 1915 geplaatst door orgelbouwer Mart Vermeulen. Hierbij zijn voornamelijk oudere onderdelen gebruikt. Voor latere uitbreidingen van het orgel is zowel nieuw als gebruikt pijpwerk ingebouwd. Vooral het pijpwerk waarmee het orgel in 1950 is uitgebreid, past niet goed bij het oudste pijpwerk, waardoor de klank van het orgel door de tijd uit balans is geraakt.
In 2002 is het orgel grondig gerestaureerd en uitgebreid door Mense Ruiter, orgelmakers in Zuidwolde (Groningen). Als uitgangspunt is het oudste pijpwerk genomen. Daar zijn de overige bruikbare pijpen omheen gebouwd en verder uitgebreid met nieuwe pijpen, onder meer voor het pedaal. De balg is hersteld en is niet meer in het orgel geplaatst, maar in de toren achter het orgel. Hierdoor kwam in het orgel ruimte vrij voor de nieuwe registers.